# Jargalsaikhany Enkhbayar
Jargalsaikhany Enkhbayar - em mongol, Жаргалсайханы Энхбаяр (Ulaanbaatar, 31 de julho de 1977) é um futebolista mongol que atua como goleiro.

## Carreira
Enkhbayar iniciou a carreira em 1997, no Khangarid, onde joga até hoje. Pelos Erdenets, foi campeão nacional 4 vezes (2001, 2003, 2004 e 2010) e conquistou a Copa da Mongólia em 5 oportunidades (2002, 2003, 2004, 2007 e 2013).
O goleiro chegou a fazer testes em clubes chineses, porém não deixou o Khangarid.

## Seleção Mongol
Sua estreia pela Seleção Mongol foi em fevereiro de 2001, pelas eliminatórias da Copa de 2002, contra a Arábia Saudita. Entrou no lugar de Purevsuren Jargalsaikhan quando os Falcões do Deserto já venciam por 5 a 0, levando o sexto gol pouco depois.
Em 14 jogos disputados, foram apenas 3 vitórias (todas contra Guam), 3 empates e 8 derrotas.